# Burgwall Drense

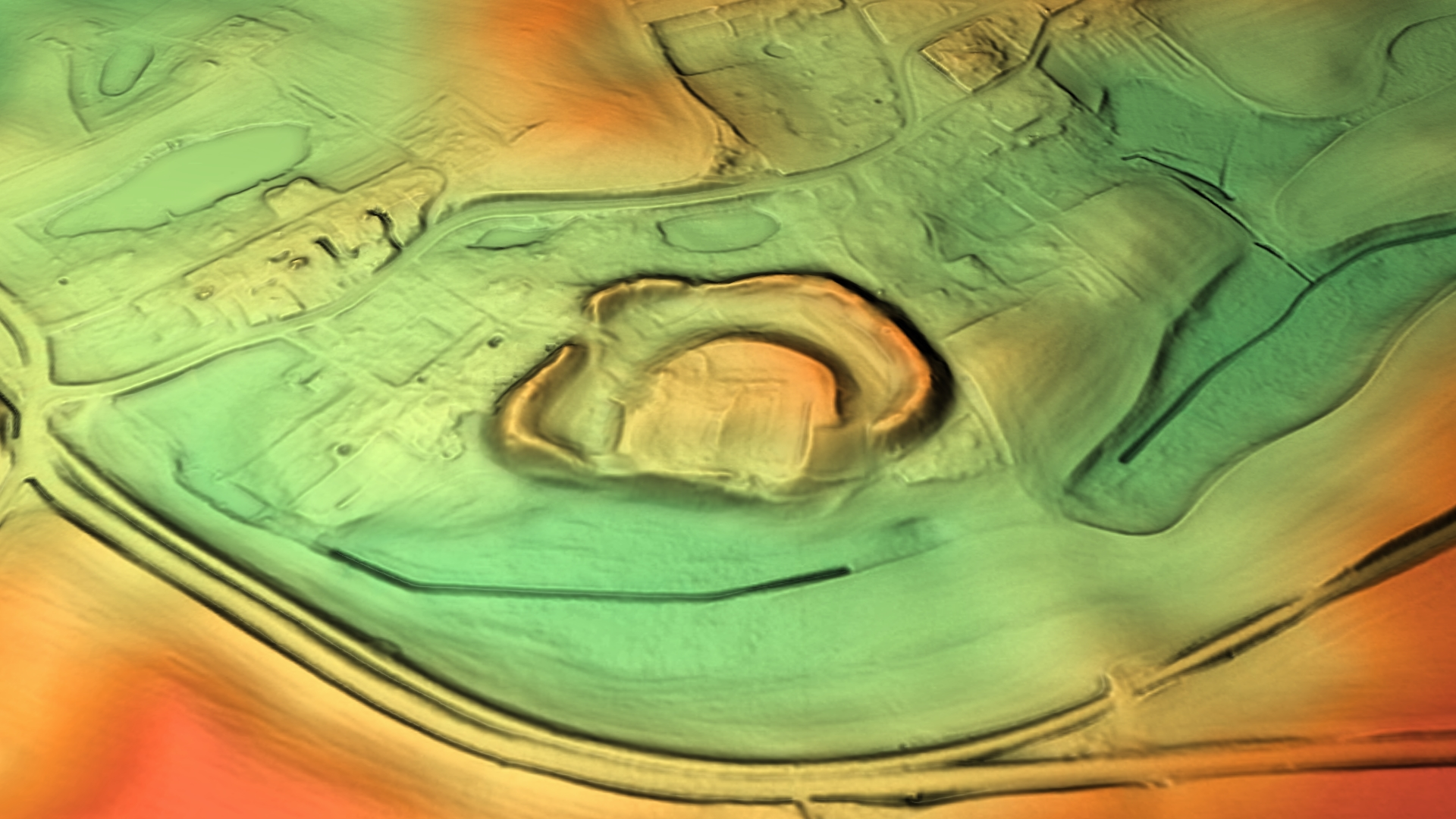
3D-Ansicht des digitalen Geländemodells

Bei dem Burgwall von Drense, einem Ortsteil der Gemeinde Grünow im Landkreis Uckermark, handelt es sich um den Burgstall einer slawischen Niederungsburg, einen slawischen Burgwall aus dem 8. bis 13. Jahrhundert.

## Beschreibung
Das Bodendenkmal liegt im südlichen Randbereich des Dorfes. Der Burgwall hat eine West-Ost-Ausdehnung von 160 Metern und eine Nord-Süd-Ausdehnung von 135 Metern. Sein Grundriss ist dabei annähernd hufeisenförmig. Die reine Burginnenfläche beträgt 2,3 Hektar. Bei Untersuchungen durch Volker Schmidt von 1980 bis 1984 konnte festgestellt werden, dass an gleicher Stelle im 6. und 7. Jahrhundert ein unbefestigtes slawisches Dorf lag. Um 700 begann man mit der Errichtung der Burganlage, die im 9. Jahrhundert durch eine befestigte Vorburg erweitert wurde. In dieser Zeit war die Burg der Mittelpunkt einer 14 km² großen altslawischen Siedlungskammer. Im Verlauf des 9. und 10. Jahrhunderts gab es nach Deutung des Fundmaterials einige Angriffe auf die Burg, denn man konnte mehrere Erneuerungen der Hauptburg nachweisen. Um das Jahr 1000 entstanden außerhalb der Burganlage zwei Siedlungen sowie später auch ein Körpergräberfeld in Hanglage. Im 11. und 12. Jahrhundert bauten die Slawen die Burg zu einer beeindruckenden Festung aus, indem die Wälle immer wieder verbreitert und erhöht wurden. Nach Auffassung von Volker Schmidt stellte die Burg zu der Zeit eine der Hauptburgen der Ukranen dar. Die Burgbewohner pflegten weitreichende Handelsbeziehungen in die Kiewer Rus, nach Polen, Mähren und in den baltischen Raum. In der Vorburg arbeiteten Töpfer, Händler und Handwerker für Bronzeschmuck. Um 1150 kam es zu einem verheerenden Angriff gegen die Burganlage, der im Zusammenhang mit den Eroberungszügen Albrecht des Bären gegen die Slawen im heutigen Brandenburg zu sehen ist. Der Wall der Hauptburg wurde geschleift und durch eine einfachere Holzkonstruktion ersetzt. Die Burg stand nun unter deutscher Hoheit und wurde noch in den Jahren 1240, 1243 und 1248 urkundlich erwähnt. Wenig später wurde die Burganlage endgültig aufgegeben.